# Cereseto
Cereseto est une commune italienne de la province d'Alexandrie, dans la région Piémont.

## Administration
| Période                                  | Période | Identité | Étiquette | Qualité |
| ---------------------------------------- | ------- | -------- | --------- | ------- |
|                                          |         |          |           |         |
| Les données manquantes sont à compléter. |         |          |           |         |

### Communes limitrophes
Moncalvo, Ottiglio, Ozzano Monferrato, Pontestura, Ponzano Monferrato, Sala Monferrato, Serralunga di Crea, Treville